# OTs-12
El OTs-12 Tiss (ОЦ-12 Тисс; tejo en ruso) es un fusil de asalto ruso, calibrado para el cartucho subsónico 9 x 39.
El desarrollo de este fusil empezó a inicios de la década de 1990, siendo básicamente un rediseño del AKS-74U recalibrado. Se diferencia del AKS-74U sólo en el cerrojo, cargador, cañón y freno de boca. El cargador de 20 cartuchos se diseñó para ser compatible con las armas calibradas para el cartucho 9 x 39, aunque existen rumores sobre la fabricación de un cargador de 25 cartuchos.
En 1993 se construyeron unos cuantos cientos y fueron entregados a las tropas del Ministerio del Interior ruso para su evaluación, la cual tuvo el visto bueno, ya que el cartucho subsónico 9 x 39 mostró una penetración superior a distancias cortas y medias en comparación con el cartucho 5,45 x 39, sin embargo, el OTs-12 no entró en producción masiva y fue descontinuado en ese mismo año.